# Capsidă

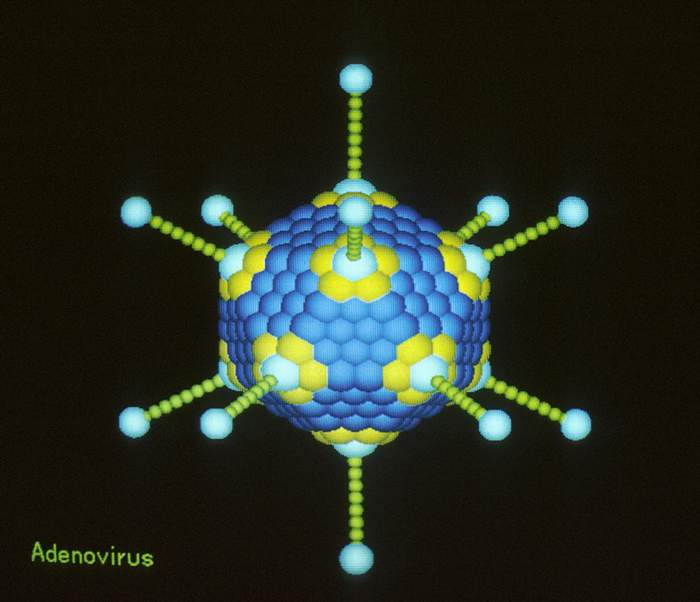
Adenovirus Subunitățile galbene și albastre numite capsomere formează capsida virală

Capsida este învelișul proteic al miezului unui virus cu rol de protecție și atasarea virusului de celule țintă , care se dezvoltă din unități proteice numite protomeri, protejând astfel acizii nucleici din miezul viral de acțiunea distrugătoare a enzimelor care se găsesc în fluidele fiziologice.
Nucleocapsida este formata din capsida si acidul nucleic viral.
Acidul nucleic este înconjurat de capsomere (numărul, forma și dimensiunea sunt determinate genetic) , apoi capsidă și învelișul peplos format din anvelopa și înveliș extern.
 Peplosul  este ultimul înveliș exterior ce prezintă în componență și proteine virale și care este alcătuit din carbohidrați , proteine, lipide și este derivat din membrana care înconjoare celula.